# Cazis
Cazis (rm. Cazas, Tgazas) – miejscowość i gmina w Szwajcarii, w kantonie Gryzonia, w regionie Viamala. 1 stycznia 2010 do gminy przyłączono gminy Portein, Präz, Sarn i Tartar.

## Demografia
W Cazis mieszka 2346 osób. W 2020 roku 16% populacji gminy stanowiły osoby urodzone poza Szwajcarią. 

## Transport
Przez teren gminy przebiegają autostrada A13 oraz droga główna nr 13. 